# Apolo Nsibambi
Apolo Nsibambi (ur. 25 października 1940, zm. 28 maja 2019) – ugandyjski polityk, premier kraju w latach 1999–2011.
W 1966 otrzymał tytuł magistra nauk humanistycznych na Uniwersytecie w Chicago, a w 1984 tytuł doktora na Uniwersytecie w Nairobi. Zanim objął urząd premiera był dyrektorem Instytutu Studiów Społecznych na Uniwersytecie Makerere.
W latach 1996–1998 pełnił funkcję ministra informacji, później od maja 1998 do kwietnia 1999 był ministrem oświaty. 5 kwietnia 1999 został mianowany przez prezydenta Yoweri Museveniego premierem Ugandy. Stanowisko zajmował do 24 maja 2011.